# Fraternité orthodoxe en Europe occidentale
La Fraternité orthodoxe en Europe occidentale est une association loi de 1901 créée en 1975.

## Historique
Une fraternité informelle, principalement composée d'orthodoxes français et dont Olivier Clément fut un des éléments agrégateurs, émergea au cours des années 1950 et 1960. Une première charte est écrite en 1960, avant de se former de facto en 1971, lors du premier Congrès Orthodoxe, et d'officialiser ses statuts en 1975. Le théologien Boris Bobrinskoy fut un de ses fondateurs.

## Organisation et missions
La Fraternité orthodoxe en Europe occidentale est une association « visant à promouvoir le dialogue entre les différentes Églises orthodoxes présentes en France » et au-delà.
Plus exactement, ses fondateurs, laïcs et clercs souhaitaient, en France et dans les pays limitrophes, un rapprochement fraternel, voire une plus grande unité, entre les orthodoxes alors souvent regroupés par ethnies ou églises d'origine.

### Publications
Cette « rencontre entre l'orthodoxie et la France », dixit Olivier Clément, aboutit, entre autres, à la création du Service Orthodoxe de Presse (mensuel, plus communément abrégé en S.O.P.). Ce dernier qui débuta en tant que bulletin, en 1975, se mua rapidement en magazine d'informations sur le monde orthodoxe francophone.
Entre 1983 et 1994, la Fraternité publie également un Annuaire de l'Église orthodoxe en France. Celui-ci sera repris en 2010 par Samuel Le Corre, du monastère de Cantauque.

### Congrès
Elle tient un congrès tous les trois ans, qui rassemble des fidèles orthodoxes de plusieurs pays d’Europe Occidentale, toutes juridictions confondues.
- Ier congrès en 1977, Annecy[6]
- VIIIe congrès en 1994, Gand, en Belgique[7]
- XIIIe congrès en 2009, Amiens[8]
- XIVe congrès en 2012, Strasbourg[9],[10]
- XVe congrès en 2015 : Bordeaux[11],[12],[13]
- XVIe congrès en 2018 : Manosque[14]
- XVIIe congrès en 2021 : Merville[15]

### Présidents
- ?-2023 : Nicolas Behr

### Secrétaires généraux
- ?-1994 : Jean Gueit
- 1994-1999 : Alexis Struve
- 1999-2016 : Didier Vilanova
- depuis 2016 : Daniel Lossky (arrière-petit-fils de Vladimir Lossky)